# Neoseiulus byssus
Neoseiulus byssus är en spindeldjursart som beskrevs av Denmark och C. Barry Knisley 1978. Neoseiulus byssus ingår i släktet Neoseiulus och familjen Phytoseiidae. Inga underarter finns listade i Catalogue of Life.